# Cisplatina (província)
A Cisplatina foi uma província do Reino Unido de Portugal, Brasil e Algarves e, posteriormente, do Império do Brasil. A província correspondia ao atual território do Uruguai.
Os argentinos reivindicavam-na como parte do antigo Vice-Reino do Rio da Prata. O Império do Brasil a mantinha como necessária para a defesa das províncias do Sul. A separação ocorreu em 1825, com a independência do território que formou o Estado Oriental do Uruguai.
Nas palavras de José Bonifácio, o Brasil deveria envidar todos os esforços para "conservar unida e sólida esta peça majestosa e inteiriça de arquitetura social desde o Prata ao Amazonas, qual a formara a mão onipotente e sábia da Divindade"

## Etimologia
O nome vem do prefixo latino "cis" que significa "deste lado de" e "platina", uma referência ao rio da Prata, assim o nome Cisplatina significa "província do mesmo lado do rio da Prata" aludindo ao fato de que, do ponto de vista brasileiro, a região está localizada na mesma margem do rio que o Brasil. Anteriormente, a região era chamada de Banda Oriental do Uruguai, por estar localizada a leste do Rio Uruguai.[carece de fontes?]

## Causas remotas da anexação do território oriental
A Banda Oriental do Uruguai era de interesse de Portugal na América desde a descoberta da prata do Potosí, interesse mais tarde reforçado com a descoberta de ouro nas Minas Gerais, que incluíam os territórios dos atuais estados de Mato Grosso e Goiás. Por um lado, o rio da Prata dava acesso a terras conquistadas pelos paulistas, onde se viria a encontrar ouro e de onde se traficavam escravos índios, os chamados ‘negros da terra’; por outro, o contrabando português de e para as terras espanholas era uma boa fonte de lucros, além de servir como uma fonte de irritação à constante inimiga, a Espanha.  Assim, foi fundada a Colônia do Sacramento, base das reivindicações da futura província Cisplatina.
O príncipe regente João, na iminência da invasão de Portugal por Napoleão se estabeleceu no Brasil, com toda a corte. Como parte de sua estratégia política, no Congresso de Viena elevou o Estado do Brasil à categoria de Reino, unido a Portugal e Algarve. Sua vinda propiciou a intensificação das diretrizes políticas de Portugal, combatendo os elementos revolucionários na região, recolocando tais territórios, quatro vezes perdidos, sob seu domínio.
Na Espanha, Napoleão Bonaparte derrubara os Bourbon. Carlota Joaquina de Bourbon, filha primogênita do rei espanhol deposto Carlos IV, era esposa de João VI. Embora não confiasse nas intenções políticas da esposa, que pendia aos interesses espanhóis, decidiu-se tentar a constituição de uma monarquia no rio da Prata sob autoridade de Carlota — e os filhos do casal seriam os herdeiros de um grande Estado Luso-Espanhol.
O plano não foi mal recebido no vice-reinado em plena revolução, pois a ideia de obedecer a uma infanta espanhola teria sido apoiada por Manuel Belgrano, Pueyrredón, Mariano Moreno e outros próceres. O plano falhou por oposição do inglês Lord Strangford, pois à Grã-Bretanha convinha a libertação e fragmentação completa das colônias espanholas. O sistema de comércio vigente na América Espanhola impunha um monopólio em favor da Espanha, o que constituía um obstáculo à política britânica. Tampouco era conveniente para os ingleses apoiar o expansionismo de Portugal. E o próprio João VI teria mudado de ideia temendo, com razão, a duplicidade política da mulher, que nunca hesitava em conspirar contra ele.  Carlota Joaquina, mais tarde, amparada por Pedro de Sousa Holstein, aspiraria à regência de Espanha.

## Intervenções luso-brasileiras para anexação do território oriental
Houve duas intervenções:

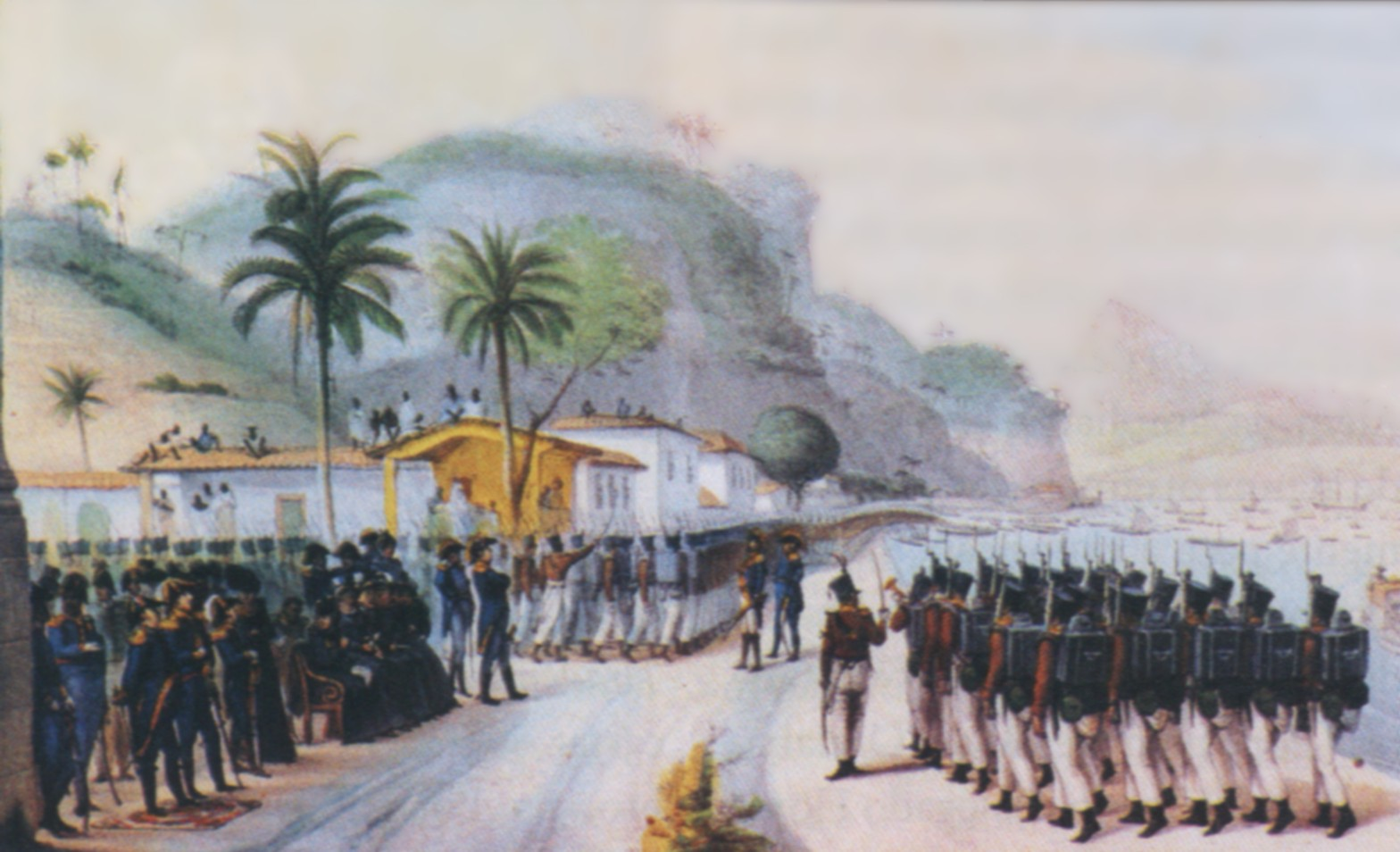
Gravura de Debret mostrando o embarque, na Praia Grande, das tropas que participaram do sítio de Montevidéu, em 1816.

- Em 1811, na Primeira campanha cisplatina, as forças portuguesas ajudaram os espanhóis sitiados em Montevidéu a repelir Artigas e os rebelados argentinos, que permaneceram na região com a prática de guerrilhas. Em 1813, Artigas usou a denominação de "Província Oriental" para aproximadamente o mesmo território do atual Uruguai, que era uma parte da região antes referida genericamente como "Banda Oriental" (que também incluía o atual estado de Rio Grande do Sul), referindo-se a estar situada na margem leste ou oriental do rio Uruguai.[3]
- Em 1815, com a restauração dos Bourbons na Espanha, surgiu em João VI o receio da formação de um bloco político espanhol poderoso no rio da Prata, unido e extenso. E em 1816 enviou ao sul a "Divisão de Voluntários Reais", comandados pelo general Carlos Frederico Lécor, que tomou Maldonado e ocupou Montevidéu em 1817. Mas Artigas prosseguiria sua guerrilha. Só a vitória portuguesa na batalha de Tacuarembó, em 1820, estabeleceria o domínio definitivo luso-brasileiro na região.[4]

A Província Cisplatina, em 1820, estava devastada pela guerra entre caudilhos e desordens, e os campos despovoados de gado. A população estava disposta a aceitar uma solução salvadora e nessas condições se deu a incorporação ao Brasil. Lécor reuniu um Congresso que sancionou a anexação da "Província" ao Reino Unido de Portugal, Brasil e Algarves, por Tratado de 31 de julho de 1821. A província anexada é referida como "Província Cisplatina" pelos portugueses (prefixo cis, do lado de cá — e raiz platina, rio da Prata): do mesmo lado do rio da Prata que o Brasil. Tal anexação teve o apoio inicial de próceres da nova província, que, posteriormente, contudo, procurariam a independência da região.

## Revolta
O Império do Brasil havia sido criado em 7 de setembro de 1822, proclamado por Pedro I, filho de João VI.
Desde janeiro de 1823, o governo das Províncias Unidas do Rio da Prata vinha gestionando diplomaticamente, tendo enviado ao Rio de Janeiro uma missão de Valentin Gomes, com instruções de negociar o que chamava a "restituição da Banda Oriental", encontrando repulsa a respeito da separação da Cisplatina do Império do Brasil.

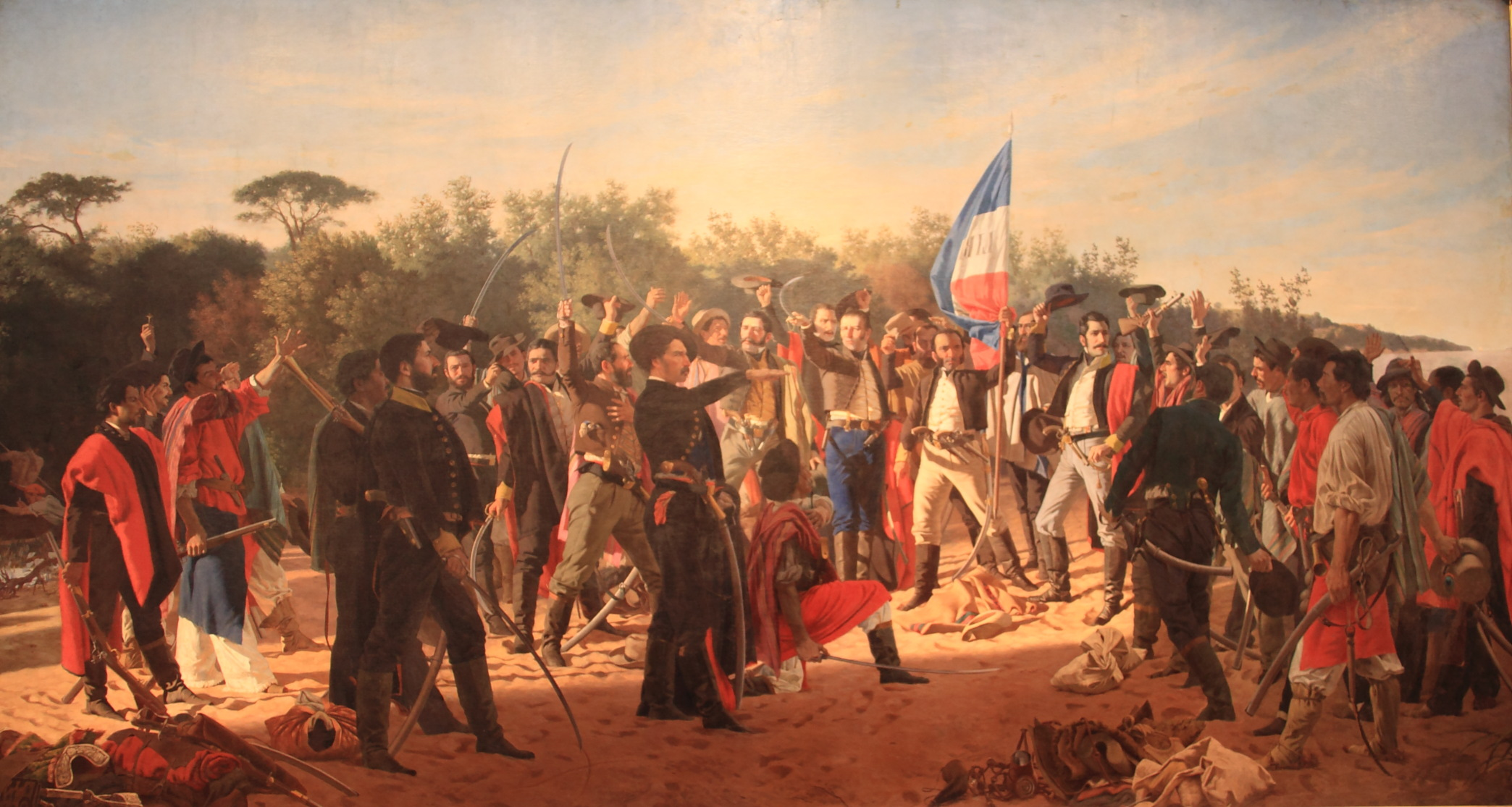
Lavalleja e o Juramento dos 33 Orientais.

Em abril de 1825, um grupo liderado por Juan Antonio Lavalleja e conhecido como os 33 Orientales, adentraram em território uruguaio nas imediações de Colônia do Sacramento, dispostos a ativar o movimento de independência ainda latente no interior do país. Seu anseio de liberdade, no entanto, poderia ser bastante relativizado uma vez que estavam atrelados ao apoio financeiro de Buenos Aires para a invasão. Entretanto, o movimento contagiou o campo, principalmente os pequenos estancieiros, confinando o domínio brasileiro às cidades.
Somando-se a eles o General Fructuoso Rivera, no chamado Abraço de Monzon, em poucos meses fizeram o exército brasileiro retroceder. O apoio dos argentinos aos caballeros orientales fez com que, em 25 de agosto de 1825, no Congresso de Florida, fossem proclamados nulos os atos de incorporação da Cisplatina pelo antigo Reino Unido de Portugal, Brasil e Algarves e declarada a independência do território oriental, junto com o seu desejo de ser parte das Províncias Unidas do Rio da Prata, atual Argentina. O governo de Buenos Aires manifesta aceitação à proposta.
No Rio, o embaixador da Áustria, Mareschal, informava ao seu prócer, Klemens Wenzel von Metternich, da conveniência de uma intervenção britânica em favor da paz. O embaixador britânico na corte de Viena, Sir Charles Stewart, sabia que George Canning, então Secretário de Estado para o Exterior do Reino Unido da Grã-Bretanha e Irlanda, era favorável à separação da Cisplatina.
O consulado do Brasil foi atacado em Buenos Aires em 29 de outubro de 1825.

## A influência inglesa na guerra
A ofensiva uruguaia era apoiada por tropas das Províncias Unidas do Rio da Prata. A 10 de dezembro de 1825, um decreto do Imperador Pedro I reconhecia o estado de guerra que lhe movia o governo de Buenos Aires. Diante disto, o Brasil declarou guerra às Províncias Unidas do Rio da Prata (origem da Argentina), começando assim a Campanha Cisplatina (Guerra Cisplatina, ou, na Argentina, Guerra del Brasil).
Tropas brasileiras, sob o comando do general Carlos Frederico Lécor, ocuparam Montevidéu e a Colônia do Sacramento. Uma esquadra comandada por Rodrigo Pinto Guedes bloqueou o rio da Prata. Em fins de 1826, Pedro I do Brasil viajou ao Rio Grande. Pretendia "ver com seus próprios olhos as necessidades do exército". Substituiu Lécor pelo Marechal Felisberto Caldeira Brant Pontes, Marquês de Barbacena. Em janeiro, retornava a fim de assistir ao sepultamento de sua esposa, a austríaca Leopoldina de Habsburgo.
Os três desfechos políticos possíveis para este conflito bélico-diplomático eram:
1. a constituição de um Estado Oriental (Uruguai) independente, que parecia impossível pela falta de garantias de estabilidade e de recursos, voltando à situação de 1816, com lutas entre facções e caudilhos;
2. a consagração da união da Província Oriental ou Cisplatina às Províncias Unidas do Rio da Prata (origem da Argentina), o que parecia impolítico ao Brasil;
3. a manutenção da Província Cisplatina como parte integrante do Império brasileiro; Pedro se esforçava para realizar esta última opção e suas instruções a Antônio Manuel Correia da Câmara diziam: "fazendo gostar aos demais povos da América o sistema de governo que temos abraçado", em referência à preponderância política civil no Estado brasileiro, em contraste com o caudilhismo militar das repúblicas hispano-americanas, e à união territorial que a monarquia constitucional brasileira criava, em comparação ao quadro oposto dos países vizinhos.

Por três anos a guerra se manteve indefinida, ou tendia a pretensão dos orientais. Vendo-se prejudicada em seu comércio, a Inglaterra impacientava-se. Por outro lado, a indefinição da guerra tornava o imperador impopular. Encontros militares desfavoráveis ao Exército Brasileiro, como Sarandi, Passo do Rosário, e a invasão do território de Missões, tiveram resultado quase nulo nas negociações. Os insucessos militares de 1826 a 1828 coincidiram com vitórias diplomáticas dos brasileiros.
Desde 1825, Manuel Garcia pedira mediação britânica, mas havia ordem de Canning para que os representantes do Reino Unido não se envolvessem no conflito entre o Brasil e as Províncias Unidas do Rio da Prata. Em 1826, De la Cruz, ministro do exterior de Rivadavia, mandou consultar o governo norte-americano sobre o alcance da doutrina Monroe, pois considerava Pedro I um rei português, e como a anexação antecedia a independência do Brasil, julgava a intervenção deste na América uma interferência europeia. O secretário de estado norte americano John Jay respondeu que se tratava de uma guerra estritamente americana.
A primeira intervenção da diplomacia inglesa, em fevereiro de 1826, sugeria a cessão da Província Cisplatina mediante indenização e declaração de independência, mas Pedro I recusou, o que o fez ser considerado inimigo da Grã-Bretanha. Lord Ponsonby, o negociador inglês, chegou a temer uma aliança franco-brasileira que criasse dificuldade ao comércio britânico no Prata. O negociador brasileiro em Londres, Gameiro, o Visconde de Itabaiana, referindo-se às intenções inglesas na região, em carta, diz: "O verdadeiro auxiliar de Buenos Aires é a Inglaterra, que quer dar a Montevidéu a forma de cidade hanseática sob sua proteção para ter ela a chave do rio da Prata como tem a do Mediterrâneo e a do Báltico."
Prosseguiram as negociações no Rio de Janeiro entre Manuel Garcia, pelos argentinos e o Marquês de Queluz, pelo Brasil. Cresciam as críticas da oposição brasileira à política militar do Império. Manuel Garcia conseguiu assinar uma convenção em 24 de maio de 1826, que foi mal-recebida em Buenos Aires, sendo rejeitada por Rivadavia por ter "excedido as instruções". Em abril de 1828, o general uruguaio Fructuoso Rivera reconquistou para as Províncias Unidas o território das Missões anexado por Portugal em 1801.
Em nova intervenção diplomática inglesa, Lord Ponsonby ameaçou retirar a mediação britânica e, em Buenos Aires, formulou tríplice condição: independência da Província Cisplatina, proibição de ser incorporada a outro estado e entrega aos uruguaios das fortificações militares (de construção portuguesa).

## A independência da Província da Cisplatina
Entre 11 e 27 de agosto de 1828, durante o governo argentino de Manuel Dorrego e brasileiro de Pedro I, e com as gestões dos britânicos,  chegou-se a uma "Convenção Preliminar de Paz".
A Convenção Preliminar de Paz foi o resultado das reuniões que entre representantes do Império do Brasil, o marquês de Aracati e José Clemente Pereira e os representantes das Províncias Unidas do Rio da Prata, Balcarce e Guido, no Rio de Janeiro: a Província Cisplatina tinha sua independência reconhecida pela Argentina e pelo Brasil, cessando as hostilidades.
Finalmente em 28 de agosto de 1828 se firmaria o Tratado do Rio de Janeiro, ratificado em 4 de outubro do mesmo ano, e que daria definitivamente a independência ao Uruguai.  Pedro I renunciou a quaisquer direitos sobre a Província Cisplatina e o Brasil recuperava o território das Missões.
Formava-se o estado uruguaio, tendo o compromisso de não se unir à Argentina: "Colocamos algodão entre dois cristais", foram as palavras do mediador inglês. Entre 1828 e 1830 teve a denominação de "Estado Oriental". Com a promulgação da segunda constituição do estado oriental em 1918, a denominação foi finalmente alterada para República Oriental do Uruguai.
Pelo Tratado de 15 de Maio de 1852, se estabeleceu a demarcação territorial fronteiriça com o Brasil pela embocadura do arroio Chuí.  O objetivo do Império era controlar o rio da Prata e toda bacia platina, principal via de acesso ao sudeste de Mato Grosso e ao oeste do atual Paraná (ainda como parte de São Paulo), de Santa Catarina e do Rio Grande do Sul.
Até 1870, ou seja, 42 após a independência uruguaia do Império do Brasil, metade da população falava português. À época, o governo teve de baixar normas para obrigar o ensino de espanhol, muitos consideraram essa imposição como uma espécie velada de genocídio cultural. 

## Futuros planos de anexação
Entre 21 e 23 de abril de 1830, o Marquês de Santo Amaro elaborava junto a Pedro I, instruções secretas para defender, junto as cortes europeias, dentre outras demandas, uma nova anexação do Uruguai ao Brasil, transformando-o na Província Cisplatina novamente.
Em 1961, o presidente Jânio Quadros, pretendia levar a cabo a anexação da Guiana Francesa por meio da Operação Cabralzinho e logo após a imediata anexação do Uruguai, junto a federação, tornando-o em um estado brasileiro.
 

Dez anos depois, em 1971, o então presidente marechal Emílio Garrastazu Médici, propôs a Operação Trinta Horas, o nome é uma referência a estimativa de tempo gasto para dominar o país, anexando-o junto a federação, conforme desejo do Itamaraty, ou transformando-o em um protetorado brasileiro.